# Didier Burkhalter
Didier Burkhalter (* 17 d'abril de 1960 a Neuchâtel  NE) és un polític  suís, membre del Partit Liberal Radical Suís. Membre del Consell Federal de Suïssa des de l'1 de novembre de 2009.

## Biografia
Originari de les comunes de Neuchâtel i de Sumiswald. Obté una llicència en ciències econòmiques a la Universitat de Neuchâtel. Comença la seva carrera política el 1988 com a conseller general (legislatiu) de la comuna de  Hauterive. Elegit diputat al Gran Consell de Neuchâtel el 1990, presideix la comissió financera. El 1991 és escollit conseller comunal (executiu) de la ciutat de Neuchâtel, funció que ocuparia fins a 2005.
La seva carrera federal comença el 2003, quan és escollit al  Consell Nacional com a representant del  Partit Radical de Neuchâtel. Membre de la comissió de política de seguretat, d'assumptes jurídics i de la comissió judiciària. Durant el seu mandat va ser membre de la delegació suïssa davant l'Assemblea parlamentària de l'Organització per la Seguretat i la Cooperació a Europa (OSCE).
El 2007 va ser elegit al Consell dels Estats, on va ocupar la vicepresidència de la comissió de finances. Membre de la comissió de ciències, educació i cultura, vicepresident de la AELC / PE, també va ser membre de la delegació de la Francofonia.
En el si del seu partit, va ser membre del comitè director del PRD suís (ara PLR) des de 2004. I després de la seva elecció al Consell dels Estats en 2007 va ser president del Grup Liberal-Radical del Consell dels Estats.

## Consell Federal
Elegit el 16 de setembre de 2009 a reemplaçament de Pascal Couchepin, Didier Burkhalter va ser elegit després de la quarta volta amb una votació de 121 vots (de 246). A la seva entrada al Consell Federal prendrà les regnes del Departament Federal de l'Interior que s'ocupa de la seguretat social, salut, educació, formació universitària, recerca i cultura.